# Caymanøernes fodboldforbund
Cayman Islands Football Association er det styrende organ for fodbold på Caymanøerne.
Pr. April 2011, er Caymanøerne i øjeblikket rangeret som nummer 158. – kun en plads under Liberia og foran Swaziland.
Caymanøernes fodboldlandshold er de nationale fodboldlandshold på Caymanøerne som reguleres af Cayman Islands Football Association. Det er medlem af FIFA og CONCACAF.

## Præsidenter
- Allan Moore (1981-1985)
- Ed Bush (1985-1987)
- Allan Moore (1987-1989)
- Tony Scott (1989-1991)
- Jeffrey Webb (1991-)